# Карамчакова, Лидия Алексеевна
Лидия Алексеевна Карамчакова (род. 17 февраля 1968, Усть-Сос, Красноярский край) — советская, российская и таджикская спортсменка и тренер, мастер спорта международного класса (2000), заслуженный тренер России (2013).

## Биография
Родилась 17 декабря 1968 года в селе Усть-Сос Бейского района Хакасской автономной области, ныне Республика Хакасия, в многодетной семье, где росло десять детей. Её сёстры — Инга, Наталья, Татьяна и брат Андрей, тоже стали известными спортсменами.
Окончила юридический факультет Красноярского государственного университета в 1995 году и факультет физической культуры и спорта Сибирского федерального университета в 2009 году.
В отличие от своих сестёр, тренировавшихся у брата Андрея Карамчакова, тренерами Лидии были В. Райков, В. Алексеев.
В сборной команде России выступала с 1996 по 2001 годы, представляла Красноярский край. В 2002—2004 годах выступала за сборную команду Таджикистана, от которой участвовала в Олимпийских играх 2004 года. В 1998 году Лидия Карамчакова стала судьёй республиканской категории. Спортивную карьеру завершила в 2004 году. Стала тренером и в 2013 году была удостоена звания Заслуженный тренер России.
Проживает в Красноярске, работает тренером-преподавателем по вольной борьбе в городской СШОР имени Б. Х. Сайтиева.

## Спортивные достижения

### Олимпийские игры
| Соревнования                 | Сборная     | Весовая категория | Место |
| ---------------------------- | ----------- | ----------------- | ----- |
| Летние Олимпийские игры 2004 | Таджикистан | 48 кг             | 7     |

### Чемпионаты мира
| Соревнования                  | Сборная     | Весовая категория | Место |
| ----------------------------- | ----------- | ----------------- | ----- |
| Чемпионат мира по борьбе 1996 | Россия      | 44 кг             | 4     |
| Чемпионат мира по борьбе 1997 | Россия      | 46 кг             | 7     |
| Чемпионат мира по борьбе 2003 | Таджикистан | 48 кг             | 14    |

### Чемпионаты Европы
| Соревнования                    | Сборная | Весовая категория | Место  |
| ------------------------------- | ------- | ----------------- | ------ |
| Чемпионат Европы по борьбе 1997 | Россия  | 46 кг             | Бронза |
| Чемпионат Европы по борьбе 2000 | Россия  | 46 кг             | Золото |

### Азиатские игры
| Соревнования               | Сборная     | Весовая категория | Место   |
| -------------------------- | ----------- | ----------------- | ------- |
| Летние Азиатские игры 2002 | Таджикистан | 48 кг             | Серебро |